# José Alberto Díaz
José Alberto Díaz (ur. 29 listopada 1961) – wenezuelski zapaśnik walczący w obu stylach. Trzykrotny uczestnik mistrzostw świata, zajął 30 miejsce w 1997. Brązowy medal na igrzyskach panamerykańskich (w 1991 i 1995) i na mistrzostwach panamerykańskich (w 1991 i 1994). Trzeci na igrzyskach Ameryki Środkowej i Karaibów w 1993 i drugi na igrzyskach boliwaryjskich w 1997 roku.